# Uit Oude Grond
Uit Oude Grond – trzeci album studyjny holenderskiej folk/viking metalowej grupy Heidevolk. Album wydano 26 marca 2010 w Europie, a następnie 6 kwietnia w pozostałych krajach świata. Długość muzyki na albumie wyniosła 50 minut i 21 sekund, co sprawia, że jest to dotąd najdłuższy album Heidevolka. Wydano także 500 sztuk albumu na płytach winylowych.
Nazwa Uit Oude Grond oznacza po przełożeniu na język polski Ze Starej Ziemi.

## Lista utworów
Na albumie znalazło się jedenaście utworów, w nawiasach podano tłumaczenia tytułów na język polski:
1. „Nehalennia” – 5:19
2. „Ostara” – 4:39
3. „Vlammenzee (Morze Płomieni) – 3:57
4. „Een Geldersch Lied (Pieśń Geldryjska) – 4:09
5. „Dondergod (Bóg Piorunów) – 4:04
6. „Reuzenmacht (Odwaga Giganta) – 5:19
7. „Alvermans Wraak (Zemsta Alvermanów) – 5:13
8. „Karel van Egmond, Hertog van Gelre (Karol Egmond Diuk Geldrii) – 5:16
9. „Levenslot (Los Życia) – 4:26
10. „Deemsternis (Zmierzch) – 3:14
11. „Beest bij Nacht (Bestia Nocą) – 4:48

## Twórcy
W tworzeniu utworów na albumie udział wzięli:
- Mark Splintervuyscht – śpiew
- Joris Boghtdrincker – śpiew
- Sebas Bloeddorst – gitara elektryczna
- Reamon Bomenbreker – gitara elektryczna
- Rowan Roodbaert – gitara basowa
- Joost Vellenknotscher – perkusja